# Finlândia
A Finlândia (em finlandês: Suomi,  PRONÚNCIA; em sueco: Finland,  PRONÚNCIA; oficialmente República da Finlândia ) é um país nórdico situado na região da Fino-Escandinávia, no norte da Europa. 

Faz fronteira com a Suécia a oeste, com a Rússia a leste e com a Noruega ao norte, enquanto a Estônia está ao sul através do Golfo da Finlândia. A capital do país e sua maior cidade é Helsinque (Helsínquia em português europeu), em finlandês Helsinki, e a segunda maior cidade é Tampere, localizada a cerca de 180 km a norte da capital. Cerca de 5,3 milhões de pessoas vivem na Finlândia, estando a maior parte concentrada no sul do país. É o oitavo maior país da Europa em extensão e o país menos densamente povoado da União Europeia. A língua materna de quase toda a população é o finlandês, que é uma das línguas fino-úgricas e é mais estreitamente relacionado com o estoniano. O finlandês é apenas uma das quatro línguas oficiais da UE que não são de origem Indo-Europeia. A segunda língua oficial da Finlândia — o sueco — é a língua nativa falada por 5,5% da população.
O país foi uma parte da Suécia e em 1809 um Grão-Ducado autônomo dentro do Império Russo. A Declaração de independência da Finlândia foi feita em 1917 e foi seguida por uma guerra civil, guerras contra a União Soviética e a Alemanha nazista e por um período de neutralidade oficial durante a Guerra Fria. A Finlândia aderiu à ONU em 1955, à OCDE em 1969, à União Europeia em 1995 e desde o início, faz parte da Zona do Euro. O país foi classificado como o segundo mais "estável" do mundo, depois da Dinamarca, em uma pesquisa baseada em indicadores sociais, econômicos, políticos e militares. O país teve um atraso relativo no seu processo de industrialização, permanecendo como um país essencialmente agrário até os anos 1950. Posteriormente, o desenvolvimento econômico foi rápido e o país atingiu um dos melhores níveis de renda e qualidade de vida do mundo já na década de 1970. Entre 1970 e 1990, a Finlândia construiu um Estado de bem-estar social. Em 30 de março de 2023, o país aderiu à OTAN.
Depois de uma depressão económica no início de 1990, os sucessivos governos do país reformaram o sistema econômico finlandês, mantendo entretanto um papel do Estado preponderante, servindo tanto como financiador de empresas privadas como sendo ele próprio um stakeholder, através de empresas públicas muito eficazes. O sistema de bem-estar social e uma tradição de estado presente impediram que as experiências de privatizações e desregulamentação económica europeias fossem plenamente incorporadas na Finlândia.
A Finlândia é uma república parlamentar com o governo central baseado em Helsinque e os governos locais baseados em 348 municípios. A Área Metropolitana de Helsinque (que inclui a Helsinque, Espoo, Kauniainen e Vantaa) é a residência de cerca de um milhão de habitantes e é responsável pela produção de 1/3 do PIB total do país. Outras cidades importantes incluem Tampere, Turcu, Oulu, Jyväskylä, Joensuu, Kuopio e Lahti. A Finlândia é um país desenvolvido, muito bem colocado nas mais diversas comparações socioeconómicas internacionais, cuja população usufrui de um altíssimo nível de desenvolvimento humano, refletido pelo país possuir alguns dos melhores índices de qualidade de vida, educação pública, transparência política, segurança pública, expectativa de vida, bem-estar social, liberdade económica, prosperidade, acesso à saúde pública, paz, democracia e liberdade de imprensa do mundo. As cidades do país também estão entre as "mais habitáveis" do mundo, figurando entre as mais limpas, seguras e organizadas do mundo. Em 2009, o país foi classificado na 1.ª posição do Índice de Prosperidade Legatum, que é baseado no desempenho económico e na qualidade de vida.

## Etimologia
O nome "Suomi" (Finlândia) tem origem incerta. Uma das teorias mais aceitas é que seja um derivado da palavra proto-báltica "Zeme", que significa "Terra", denominação também utilizada em outros idiomas bálticos, como o letão e o lituano.
A expressão "Finlândia" tem muita semelhança com o nome de outros lugares escandinavos, como Finamarca, condado da Noruega, e Finuídia, pequeno território sueco. Alguns desses nomes são, obviamente, derivados de Finnr, palavra alemã que descreve um viajante e supostamente refere-se a um nômade, alguém sem residência fixa. O termo Finn também costuma se referir a um grupo de 70 mil lapões com origens na Lapônia. Finn originalmente era usado para designar pessoas da Finlândia Própria no século XV, quando a igreja nomeou um bispo com autoridade que abrangia todo o país. Com o tempo, o termo passou a designar também toda a população.
Entre os primeiros documentos a mencionar uma "terra de finlandeses" estão duas runas. Uma está em Söderby, Suécia, com a inscrição "finlont" (U 582), e a outra está na ilha sueca de Gotlândia, situada no Mar Báltico, com a inscrição "finlandi" (G 319), as duas são datadas do século XI.

## História

### Pré-história

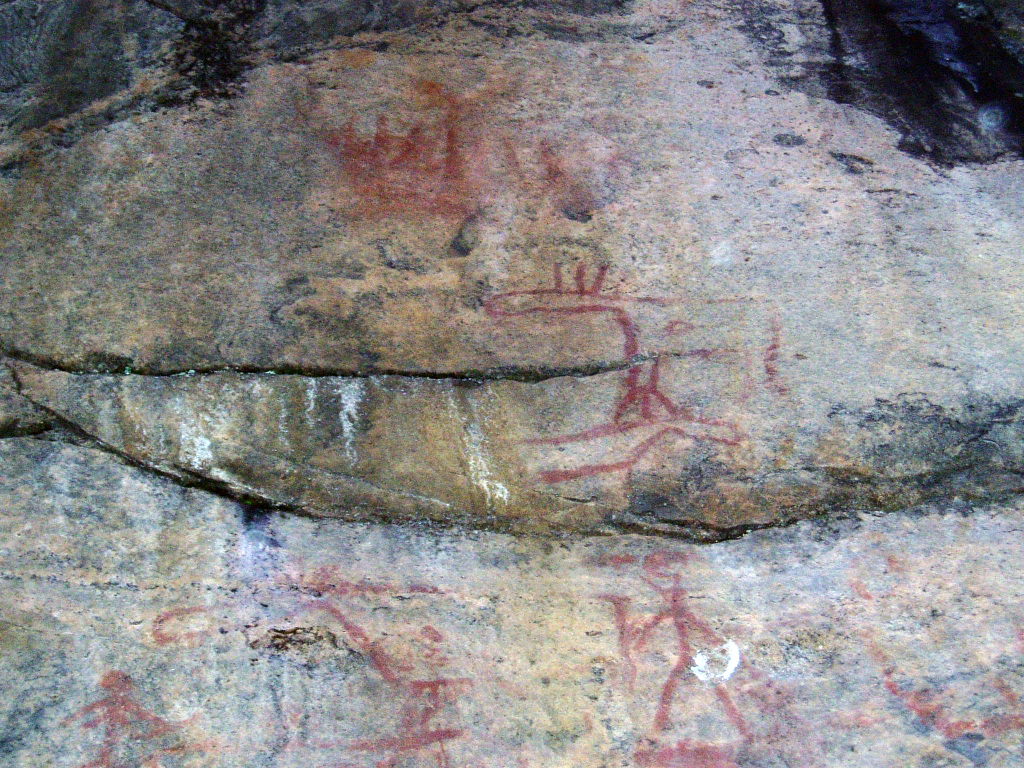
Evidências arqueológicas encontradas em Ristiina, na Finlândia

De acordo com evidências arqueológicas, a área onde agora é a Finlândia foi ocupada pelo homem primeiramente em torno de 8 500 a.C. durante a idade da pedra enquanto a última era do gelo retrocedia. Os primeiros habitantes do sul do país provinham dos atuais países bálticos, enquanto os habitantes do norte eram originários da Europa ocidental, da atual Rússia e da Sibéria. Os povos mais adiantados provavelmente eram caçadores e camponeses, que viviam na tundra e com o que o mar oferecia. A cerâmica é conhecida desde 5 300 a.C.. A existência de um sistema de troca extenso durante o período mesolítico é indicada pela propagação do asbesto e da pedra-sabão na Finlândia oriental, e por existir ardósia na Escandinávia, na Rússia, no sul do lago Onega além de na Escandinávia do norte. Desconfia-se (e é tido como provável) que os falantes das línguas fino-úgricas chegaram à área durante a idade da pedra, e foram possivelmente os primeiros colonos Mesolíticos.
A chegada da cultura do Machado de Batalha no litoral da Finlândia do sul, em torno de 3 200 a.C., pode ter coincidido com o começo da agricultura. Entretanto, os registros mais adiantados da agricultura são do milênio passado. A caça e a pesca continuam a ser partes importantes da economia, especialmente nas partes norte e oriental do país. A Idade do Bronze (1500–500 a.C.) e a Idade do Ferro (500 a.C.–1 200) foram caracterizadas por contatos extensivos com a Escandinávia, o norte da Rússia e a região Báltica.

### Domínio sueco (século XII–XIX)

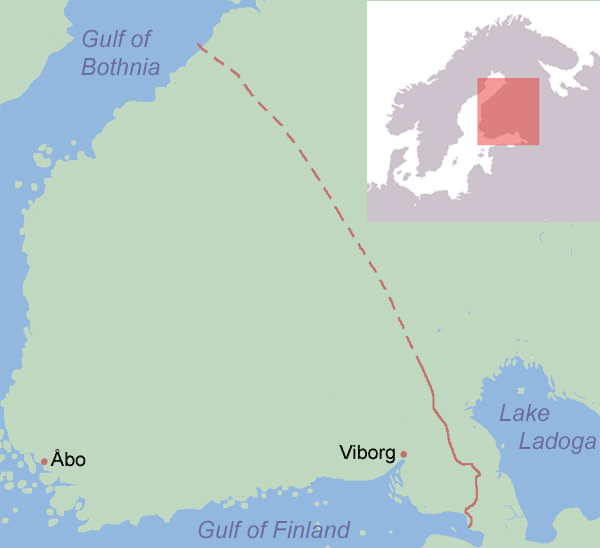
Fronteira entre a Suécia e Novogárdia, segundo o Tratado de Noteburgo assinado em 1323

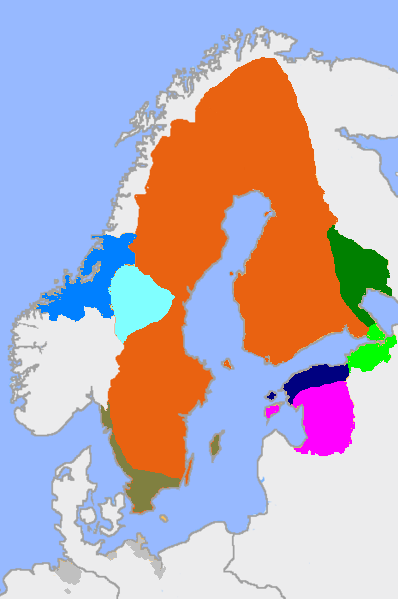
O Império Sueco após o Tratado de Rosquilda de 1658
Suécia verdadeira
Condado de Kexholm
Íngria sueca
Estônia sueca
Livônia
Domínios alemães
Escânia, Gotlândia, Bohuslän
Trondheim
Härjedalen

Os primeiros colonizadores suecos desembarcaram na costa finlandesa na época medieval, ainda no século XII, encontrando um país sem uma organização estatal, dividido em clãs familiares locais. Na esteira dos colonos suecos, chegaram os cruzados suecos e o estado sueco. Os reis suecos estabeleceram seu domínio durante as Cruzadas do Norte (1155 até 1249). Pouco tempo depois, o país foi agregado e completamente colonizado pela Suécia.
Em 1293, foi construída a fortaleza de Viburgo, no interior do golfo da Finlândia, para consolidar as conquistas suecas na Finlândia e na Carélia. Pelo Tratado de Noteburgo, em 1323, foi estabelecida a fronteira entre a Finlândia sueca e a República da Novogárdia. O sueco tornou-se a língua oficial da nobreza, administração e educação. O finlandês tornou-se uma língua secundária, falada principalmente pelos camponeses e pelo clero. O Bispo de Turcu era a pessoa preeminente na Finlândia antes da Reforma Protestante.
Durante a reforma, grande parte do país aderiu ao luteranismo. No século XVI, Mikael Agricola publicou os primeiros trabalhos escritos na Finlândia, a primeira universidade do país, "The Royal Academy of Turku", foi inaugurada em 1640. O país passou por uma grave fome entre 1676 e 1697, e cerca de um terço da população morreu. No século XVIII, uma intensa guerra entre Suécia e Rússia acarretou em duas ocupações da Rússia no país, foi a Grande Guerra do Norte, na qual a Suécia enfrentou Rússia, Dinamarca, Noruega e a República das Duas Nações. Ao fim, a guerra tornou-se um conflito concentrado entre Suécia e Rússia, a chamada Guerra Finlandesa.

### Grão-ducado da Finlândia
Em 29 de março de 1809, depois de ter sido tomada pelas forças militares de Alexandre I da Rússia, a Finlândia tornou-se o Grão-ducado da Finlândia, autônomo no império russo até o fim de 1917, durante esse tempo, a língua finlandesa ganhou mais espaço, e a partir de 1860, um forte movimento popular nacionalista cresceu.
Em 1835, foi publicado o Kalevala, que se tornou um épico nacional, e em 1882, o finlandês foi declarado o idioma oficial no estatuto nacional. A fome matou cerca de 15% da população entre 1866 e 1868, uma das maiores fomes da história europeia, o que levou a Rússia a facilitar a regulamentação financeira. O crescimento econômico e político foi rápido, o PIB tornou-se equivalente a metade dos Estados Unidos e um terço da Grã-Bretanha.
Em 1906, o movimento conhecido como "Sufrágio universal" foi adotado no país. No entanto, a relação entre o Grão-ducado da Finlândia e a Rússia entrou em crise quando o governo russo, diante do crescimento do país, quis restringir a autonomia dada inicialmente. Por exemplo, o Sufrágio foi, na prática, quase sem sentido, uma vez que o czar russo não tinha de dar opinião sobre qualquer decisão tomada no parlamento finlandês. Nessa época, os radicais liberais e os socialistas começaram as primeiras reivindicações de independência.

### Independência e guerra civil
Após a Revolução de fevereiro a posição da Finlândia como parte da Rússia passou a ser questionada, principalmente pelos democratas sociais. Uma vez que o chefe de estado era o czar russo, não ficava claro quem era o chefe executivo após a revolução. Os democratas assinaram o chamado "Power Law", que daria autoridade máxima ao parlamento. No entanto, o governo russo não aprovou, e dissolveu o parlamento pela força, o que foi considerado ilegal pelos democratas, uma vez que grande parte da influência russa sobre a Finlândia foi finalizada pelo "Power Law".
Novas eleições foram realizadas e o partido de direita saiu-se vencedor, ele era o principal inimigo político dos democratas. O partido derrotado se recusou a aceitar o resultado e ainda alegou que a dissolução de parlamento foi extralegal. Os dois partidos, quase igualmente poderosos, tornaram-se altamente antagonizados.
A revolução russa de outubro mudou o jogo novamente. De repente, o partido de direita reconsiderou a sua decisão de bloquear a transferência do poder executivo russo para a Finlândia, já que radicais russos haviam tomado o poder na Rússia após a queda do czar Nicolau II. Ao invés de continuar vinculando o "Power Law", o partido declarou a independência do país em 6 de dezembro de 1917. A independência do país foi reconhecida pelo Tratado de Brest-Litovski, assinado em 3 de março de 1918.
Depois de uma terrível guerra civil, o partido de direita, liderado pelo general Mannerheim, derrotou os democratas, apoiados pelos Bolcheviques russos. Após a assinatura do Tratado de Brest-Litovski, tropas alemãs desembarcaram em Hanko, e em 13 de abril de 1918 tomaram Helsinque. Em 13 de maio, se celebrou a vitória da "Finlândia Branca", quando as tropas soviéticas russas se retiraram do país.
Em 9 de outubro de 1918, o senado finlandês escolheu o alemão Federico Carlos de Hesse como rei. A abolição da monarquia na Alemanha também acabou com a monarquia na Finlândia, e Frederico sequer chegou a visitar o país, renunciando o cargo em 14 de dezembro. A Finlândia tornou-se oficialmente parlamentarista e elegeu Kaarlo Juho Ståhlberg como seu primeiro presidente.
Entre 1918 e 1920 a Finlândia fez várias incursões em territórios russos, essas viagens ficaram conhecidas como "Heimosodat", cujo objetivo era criar a "Grande Finlândia", o que não aconteceu. O "Tratado de Tartu assinado com a Rússia em 14 de outubro de 1920, definiu as fronteiras entre os dois países.

### Segunda guerra mundial

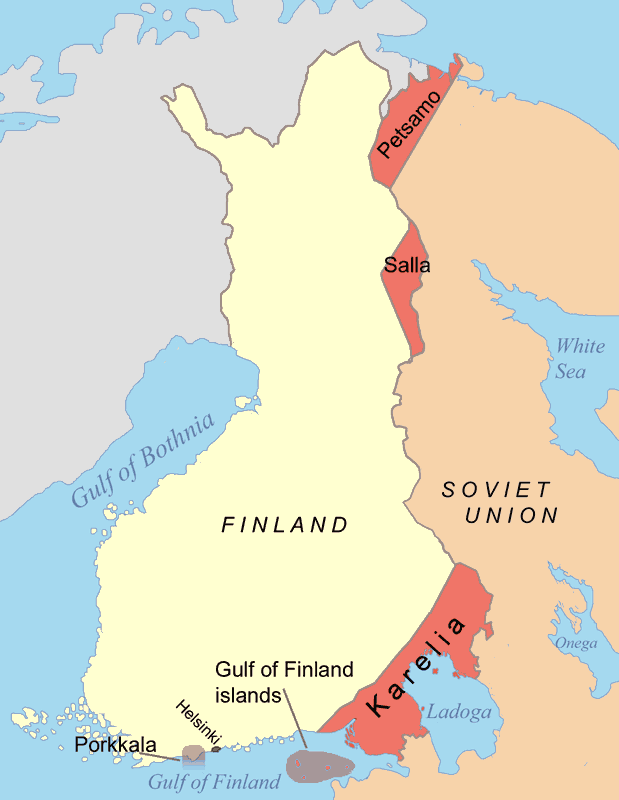
Áreas finlandesas cedidas para a URSS durante a segunda grande guerra

Durante a Segunda Guerra Mundial, a Finlândia e a União Soviética (URSS) se enfrentaram duas vezes: na Guerra de Inverno (1939-40), e na continuação da guerra entre 1941 e 1944, durante a Operação Barbarossa, quando a Alemanha invadiu a URSS. Durante 872 dias, tropas finlandesas e alemãs sitiaram Leninegrado, uma das principais cidades da URSS. Após a derrota da Alemanha pelas frentes orientais e o subsequente avanço soviético, a Finlândia foi forçada a se retratar com a URSS, e aceitar exigências de reparações e controle.
Vários tratados assinados entre 1947 e 1948 determinavam que a Finlândia devia ceder à URSS boa parte de seu território, foi o "Tratado de Paz de Moscou". A Finlândia foi forçada a reparar a URSS pelos danos de guerra e a ceder partes da região da Carélia, bem como partes das cidades de Salla e Pechenga, que representavam juntas 10% de seu território e 20% de sua capacidade industrial, dentre eles o "Porto de Viburgo". Cerca de 400 mil desalojados deixaram essas áreas.
O país teve que rejeitar a ajuda do Plano Marshall, elaborado para reestruturar a Europa, mas foi secretamente amparado pelos Estados Unidos, que ajudaram no desenvolvimento e contribuíram com o partido dos democratas para preservar a independência do país. A Finlândia passou a estabelecer comércio com o Reino Unido, e as reparações de guerra transformaram o país em uma potência industrial. Mesmo após os reparos da URSS terem sido feitos, o país que é pobre em alguns recursos naturais como petróleo e ferro, continuava parcialmente dependente da URSS em questões econômicas.

### A Guerra Fria
Em 1950, metade dos trabalhadores finlandeses estava em áreas agrícolas e 30% viviam em áreas urbanas. Novas oportunidades na indústria e comércio atraíram pessoas para as cidades. Os Jogos Olímpicos de Verão de 1952 trouxeram muitos turistas para o país. Como na década de 70 as oportunidades de trabalho não cresceram, milhares de pessoas migraram para a área principal da Suécia, sobretudo em 1969 e 1970. A Finlândia participou ativamente na liberação comercial do Banco Mundial, do Fundo Monetário Internacional e do Acordo Geral de Tarifas e Comércio.

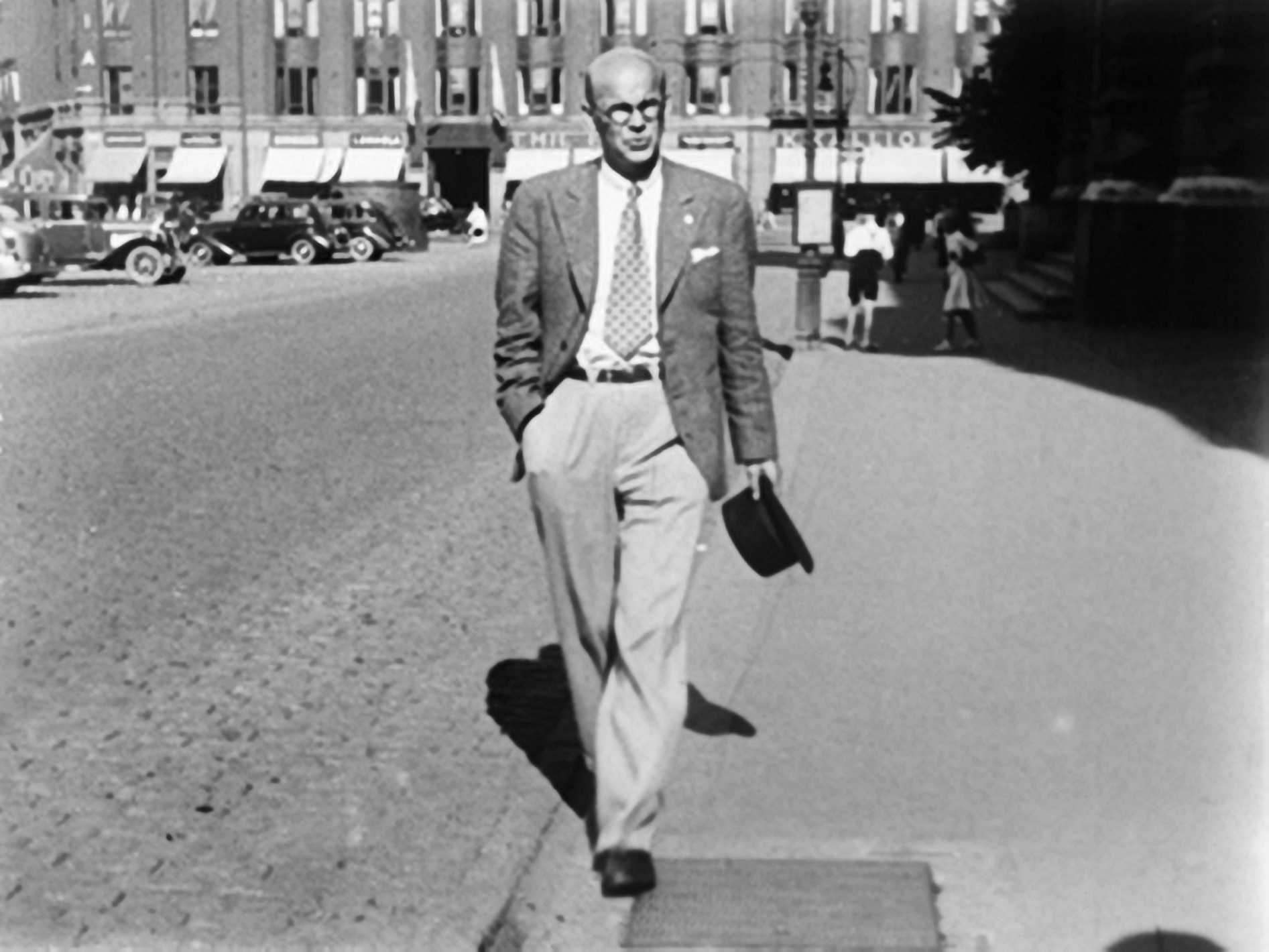
Urho Kekkonen, o oitavo presidente da Finlândia

Apesar de pretender ficar neutra durante a Guerra Fria, a Finlândia esteve na chamada "Zona Cinzenta" entre os países ocidentais. O "Tratado de YYA" deu à URSS grande influência dentro da Finlândia, o que foi altamente explorado pelo presidente Urho Kekkonen contra seus adversários. Ele manteve o monopólio efetivo nas relações com a URSS, o que aumentou muito sua popularidade. Tentou-se também evitar declarações políticas que fossem consideradas antissoviéticas, a chamada finlandização. Essa censura também servia para literatura e qualquer tipo de meios de comunicação.
Apesar da estreita relação com a URSS, a Finlândia manteve sua economia ativa no Mercado Ocidental. O crescimento econômico do país foi rápido. Após a morte do ditador soviético Josef Stalin, o domínio sobre a Finlândia começou a enfraquecer: os soviéticos evacuaram uma de suas principais bases no país, em Porkkala, em 1956, a URSS também autorizou o país a entrar para a Associação Europeia de Livre Comércio em 1962. É também um êxito a linha Paasikivi-Kekkonen, pela qual a Finlândia conseguiu satisfazer várias exigências soviéticas sem afetar sua neutralidade na guerra fria ou sua independência política.

### História e eventos recentes
Tida como uma ponte entre os blocos capitalista e comunista, em 1973 a Finlândia participou da Conferência de Segurança e Cooperação Europeia, cuja ata final foi assinada em 31 de julho de 1975. O fim da URSS em 1991 implicou o fim da finlandização. Em fevereiro de 1993, a Finlândia começou a negociar sua entrada na União Europeia, que ocorreu em 1994 e oficialmente em 1995.
Tal como todos os países nórdicos, a Finlândia tem sua economia liberalizada desde os anos 80. A desregulamentação de mercado foi forte, algumas empresas estatais foram privatizadas e houve modestos cortes fiscais, o país entrou para a Zona Euro em 1999. O país foi um dos primeiros a adotar o euro como moeda oficial logo após seu lançamento, em 1 de janeiro de 2002.
Em janeiro de 2022, a primeira-ministra Sanna Marin disse que existia uma possibilidade real de a Finlândia se juntar à OTAN. Em 24 de fevereiro, em resposta à invasão russa da Ucrânia, ela reiterou que, embora a Finlândia "não enfrentasse atualmente uma ameaça militar imediata", a adesão à OTAN ainda era uma possibilidade, observando que "o debate sobre a adesão à OTAN na Finlândia mudará." Em 25 de fevereiro, um porta-voz do Ministério das Relações Exteriores da Rússia ameaçou a Finlândia e a Suécia com "consequências militares e políticas" se tentassem ingressar na OTAN. Ambos os países participaram da cúpula de emergência da OTAN como membros da Parceria para a Paz e ambos condenaram a invasão e prestaram assistência à Ucrânia. Após a invasão, uma pesquisa realizada em fevereiro de 2022 mostrou apoio à adesão à OTAN em 53%, oposição em 28% e 19% não tinham certeza. Após uma reunião em 1º de março de 2022 para discutir a possibilidade de se candidatar a membros de pleno direito da OTAN, a primeira-ministra Sanna Marin afirmou que ainda não havia nenhuma decisão sobre o assunto, dizendo que "uma questão tão importante precisa ser tratada minuciosamente". No entanto, no dia 15 de maio o Presidente e o Comité Ministerial concordaram que a Finlândia se candidataria a uma vaga após o Parlamento ser ouvido.
Em 1 de março de 2023, o Parlamento da Finlândia aprovou a adesão da Finlândia à OTAN por 184 votos a favor e 7 contra, Em 31 de março de 2023, o parlamento da Turquia aprovou a candidatura da Finlândia para ingressar na Organização e, portanto, o último obstáculo à Finlândia ingressar na aliança foi superado. A Finlândia tornou-se membro da aliança em 4 de abril de 2023, exatamente 74 anos após a assinatura do Tratado do Atlântico Norte.

## Geografia

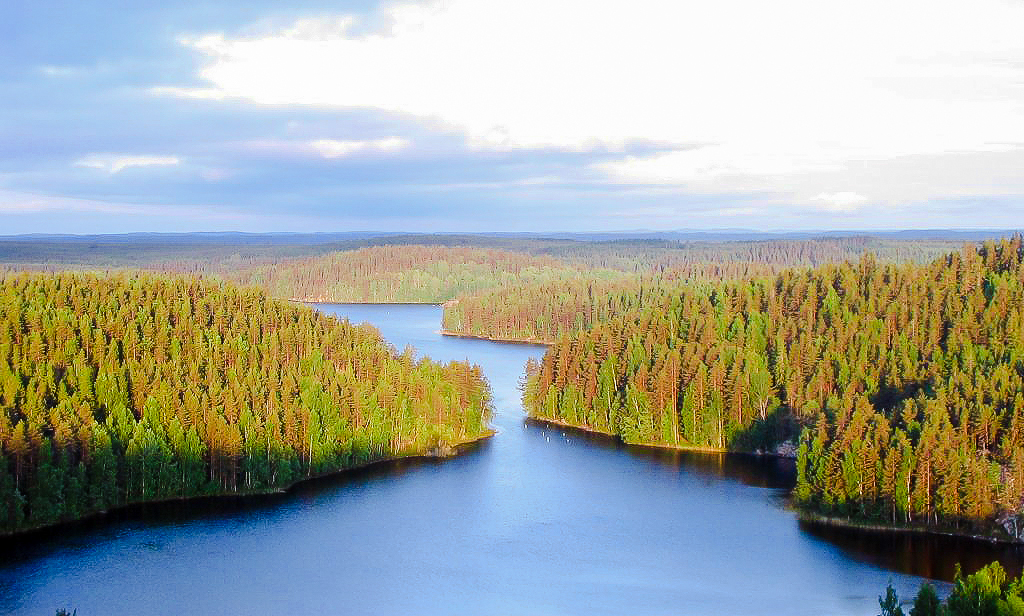
O Parque Nacional Repovesi

A Finlândia é um país com milhares de lagos e ilhas, 187 888 lagos e 179 584 ilhas, mais concretamente. Um destes lagos, o Saimaa, é o 5.º maior lago da Europa. A paisagem finlandesa é predominantemente plana, com algumas colinas e montes baixos. O ponto mais alto do país, o Halti, com 1 328 m, encontra-se no extremo norte da Lapónia.
Cerca de 75% da área terrestre do país está coberto por Taiga (ou floresta boreal), com pouca terra arável, o tipo mais comum de rocha é o granito. A Morena é o tipo mais comum de solo, recoberto por uma fina camada de húmus de origem biológica. Podzol é visto na maioria das épocas do ano, exceto nos períodos de pouca drenagem, nessa época o solo é ocupado por Gley soils e Pauls.
Grande parte das ilhas estão localizadas no sudoeste, no Mar do Arquipélago, parte do arquipélago das ilhas Alândia, e ao longo da costa sul do Golfo da Finlândia. A Finlândia é um dos poucos países cuja superfície ainda se expande, devido à recuperação pós-glacial que vem ocorrendo desde a última era glacial; a superfície se expande cerca de 7 quilômetros por ano.
Um quarto do território finlandês situa-se a norte do Círculo Polar Ártico, e consequentemente é possível experimentar o Sol da meia-noite, mais frequente à medida que se caminha para norte. No ponto mais setentrional da Finlândia, o Sol não se põe durante 73 dias no verão e não nasce durante 51 dias no inverno. A distância que separa o extremo sul do país, Hanko, do extremo norte, Nuorgam, é de cerca de 1 445 quilômetros, o que daria cerca de 18 horas de condução.

### Clima

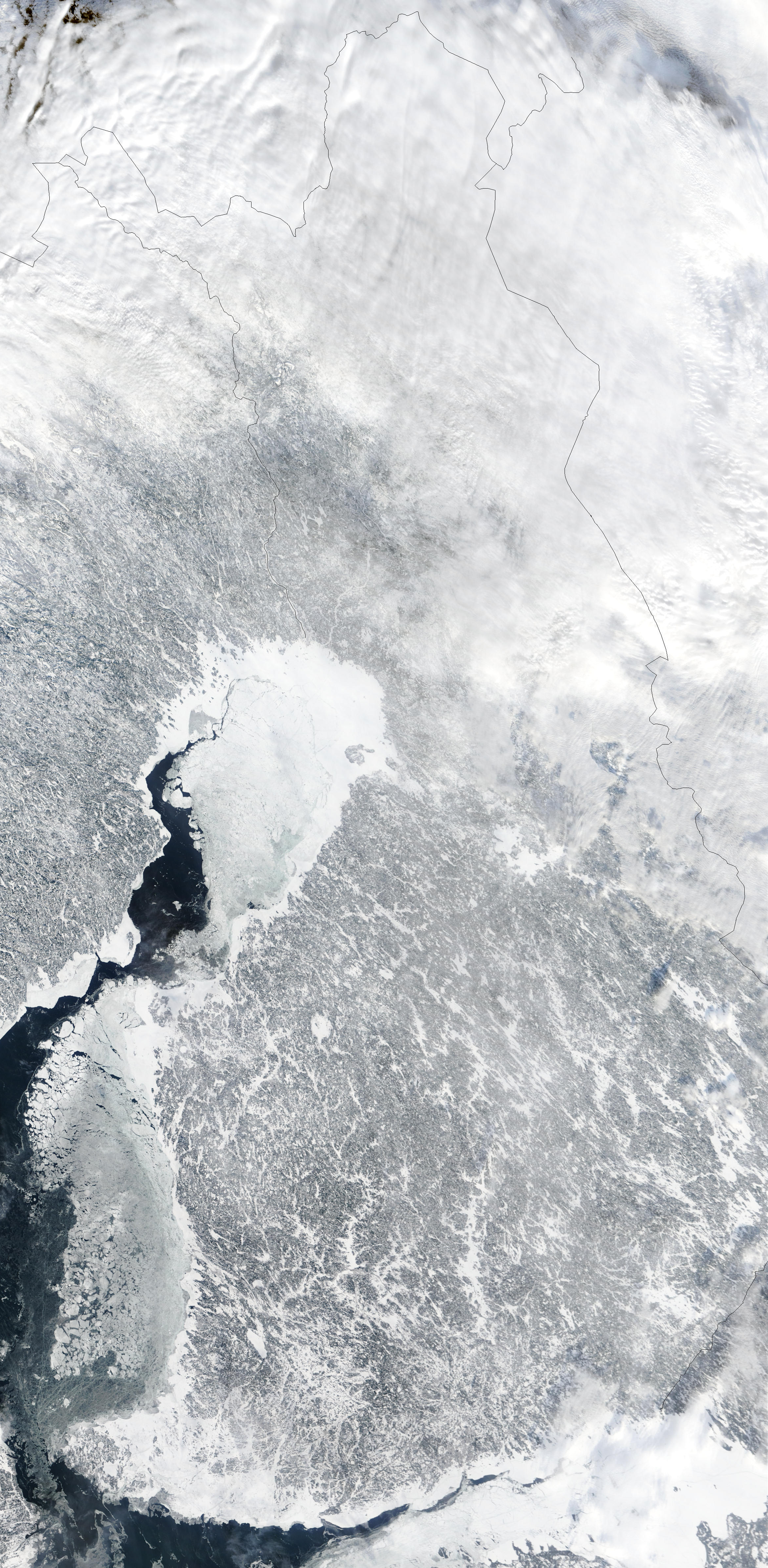
Imagem de satélite tirada sobre a Finlândia durante o inverno

Assim como a fauna, o clima da Finlândia é extremamente diversificado devido a localização geográfica do país, como, por exemplo, as temperaturas muito adequadas para cultivo de grãos ao sul, mas não recomendadas para agricultura em geral ao norte devido à proximidade com o ártico.
Como dito antes, a localização é a maior razão do clima diversificado do país, cujo inverno pode durar 180 dias de acordo com a região; o sul costuma ficar coberto de neve de 3 a 4 meses por ano, e o norte, até 7 meses. O inverno é extremamente rigoroso, podendo atingir temperaturas glaciais, com baixas de até -15 °C em janeiro e fevereiro ao sul, e -30 °C ao norte; nessa estação, as temperaturas raramente passam de 10 °C. Com a chegada do verão e as ações do Sol da meia-noite na Escandinávia a temperatura média fica entre 15 °C e 20 °C, mas dependendo das atividades solares podem alcançar os 30 °C em algumas épocas.
Na Finlândia, as chuvas são amenas e pouco frequentes, com média de 500 a 600 mm anualmente ao norte e cerca de 700 mm ao sul, sendo que mais da metade das chuvas caem em forma de nevasca. Como o país se encontra em uma zona de ventos de latitude média, na fronteira entre massas de ar polares e tropicais, há várias variações em sucessões rápidas; as condições meteorológicas na Finlândia dependem de vários pontos como o Ciclone tropical localizado em regiões da Islândia e os anticiclones na Sibéria e nos Açores. As variações de clima nesses lugares variam muito e podem moldar o tempo por longos períodos durante o ano.

### Biodiversidade
Fitogeograficamente, a Finlândia é compartilhada entre as regiões árticas, a Europa central e por províncias da Eurásia dentro do Reino Holárctico; assim, de acordo com a WWFN, o país pode ser considerado parte de três ecossistemas: a Taiga Russo-escandinava, os Bosques Mistos de Sarmácico e os Bosques Montanhosos de Vidoeiros.
A Finlândia é um país com uma ampla variedade na fauna, com pelo menos 60 espécies nativas de mamíferos, 248 de aves e mais de setenta espécies de peixes e répteis, sobretudo sapos, a maioria vinda de regiões vizinhas há milhares de anos. Além de animais domésticos, a Finlândia abriga uma grande quantidade de ursos pardos (o animal nacional), lobos cinza, glutões, alces e renas. Três das principais aves da Finlândia incluem o Cisne-bravo, o Cisne Grande europeu e o Tetraz-grande, considerada a ave nacional do país, um galiforme do grupo dos tetrazes que mede aproximadamente 86 cm e apresenta coloração inteiramente escura e marrom, peito com reflexos verdes e manchas vermelhas ao redor dos olhos. Quanto aos peixes, o Salmão costuma ser abundante nos rios e lagos, além de ser também muito apreciado pela culinária local.
A Finlândia ainda abriga uma das únicas três subespécies de foca-anelada, que habitam apenas o Lago Saimaa, no sudeste do país. O animal tornou-se, na Finlândia, um símbolo de proteção à natureza.

## Política
A Constituição da Finlândia - criada em 1919 e revista em 2000 - define o sistema político do país como uma democracia representativa com um sistema semipresidencialista de pendor parlamentarista.                                                                      
Para além das eleições legislativas, os cidadãos finlandeses são chamados a participar igualmente em eleições autárquicas e em eleições para o Parlamento Europeu. 

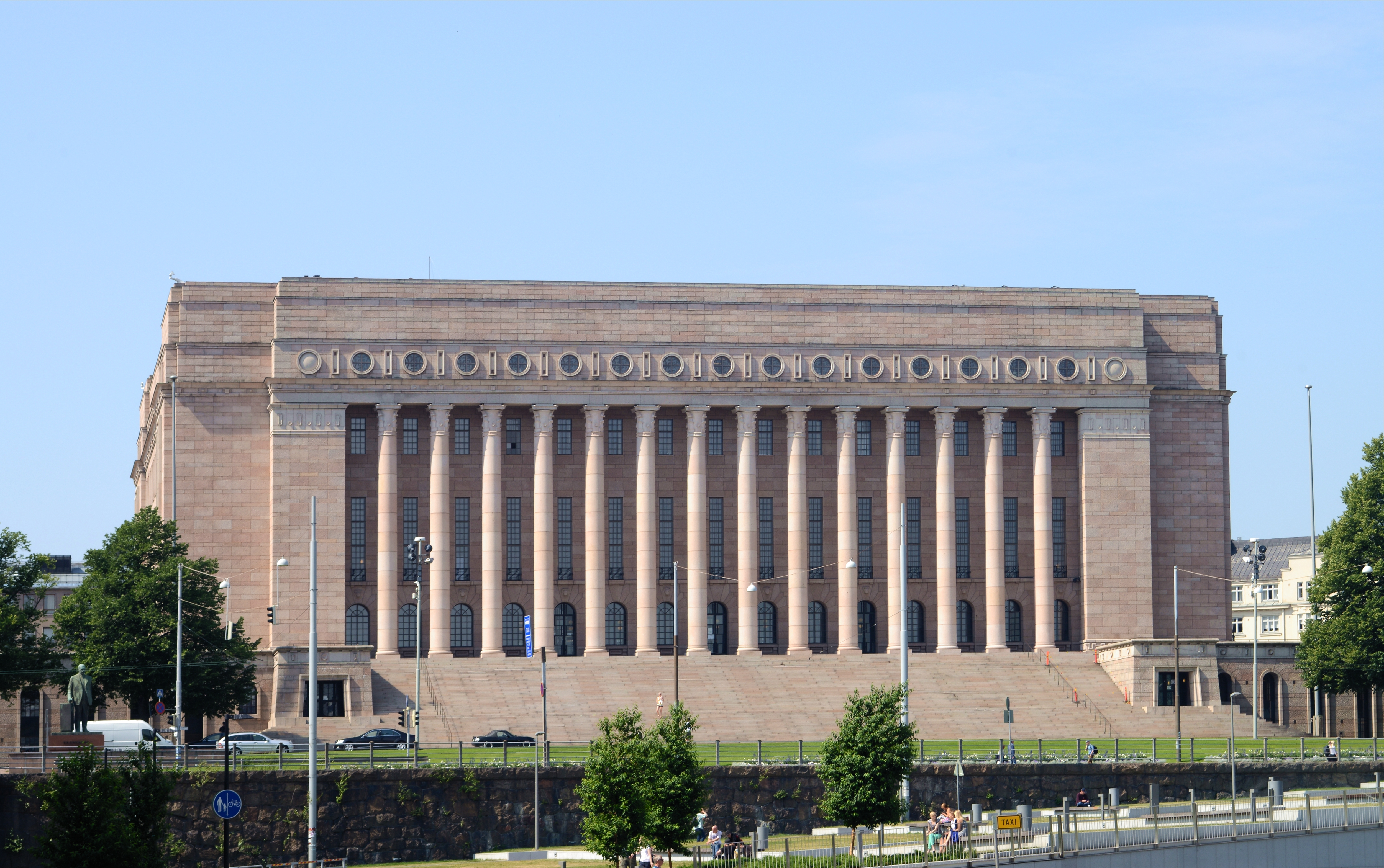
Eduskunta, o principal edifício do parlamento finlandês, em Helsinki

O Parlamento unicameral de 200 membros da Finlândia exerce a suprema autoridade legislativa na Finlândia. É eleito por voto proporcional, em distritos eleitorais, para um mandato de quatro anos. Tem competências para alterar as leis e a constituição, provocar a demissão do governo e derrubar vetos presidenciais. Seus atos não estão sujeitos à revisão judicial. Várias comissões parlamentares ouvem especialistas e preparam a legislação. 

Segundo a Constituição, o Presidente é o chefe de Estado e tem como principal função liderar a política externa (que exclui os assuntos relacionados com a União Europeia) em cooperação com o governo. Além disso tem como outras competências, sancionar as leis aprovadas pelo parlamento e ser o comandante-em-chefe das Forças Armadas da Finlândia.                                     
É eleito por votação direta para um mandato de seis anos, não podendo ser reeleito para um terceiro mandato consecutivo. 

O Primeiro-ministro é o chefe de governo. É eleito pelo parlamento, de cujo apoio está dependente, e tem a responsabilidade de executar as decisões do mesmo parlamento. A composição do governo é decidida pelo parlamento, que a pode modificar através do uso do voto de confiança.

Desde o sufrágio universal ter sido aprovado em 1906, o parlamento tem sido dominado pelo Partido do Centro (antiga União Agrária), pelo Partido da Coligação Nacional e pelo Partido Social-democrata, que têm apoios aproximadamente iguais e representam 65–80% dos eleitores. A partir de 1944 os comunistas eram um fator a considerar por algumas décadas. A relação de forças entre as partes variam ligeiramente nas eleições por causa da eleição proporcional de distritos plurinominais, mas há algumas tendências visíveis a longo prazo. As ilhas Alândia autónomas tem eleições separadas, onde os Liberais da Alândia foi o maior partido em eleições de 2007.

## Militares

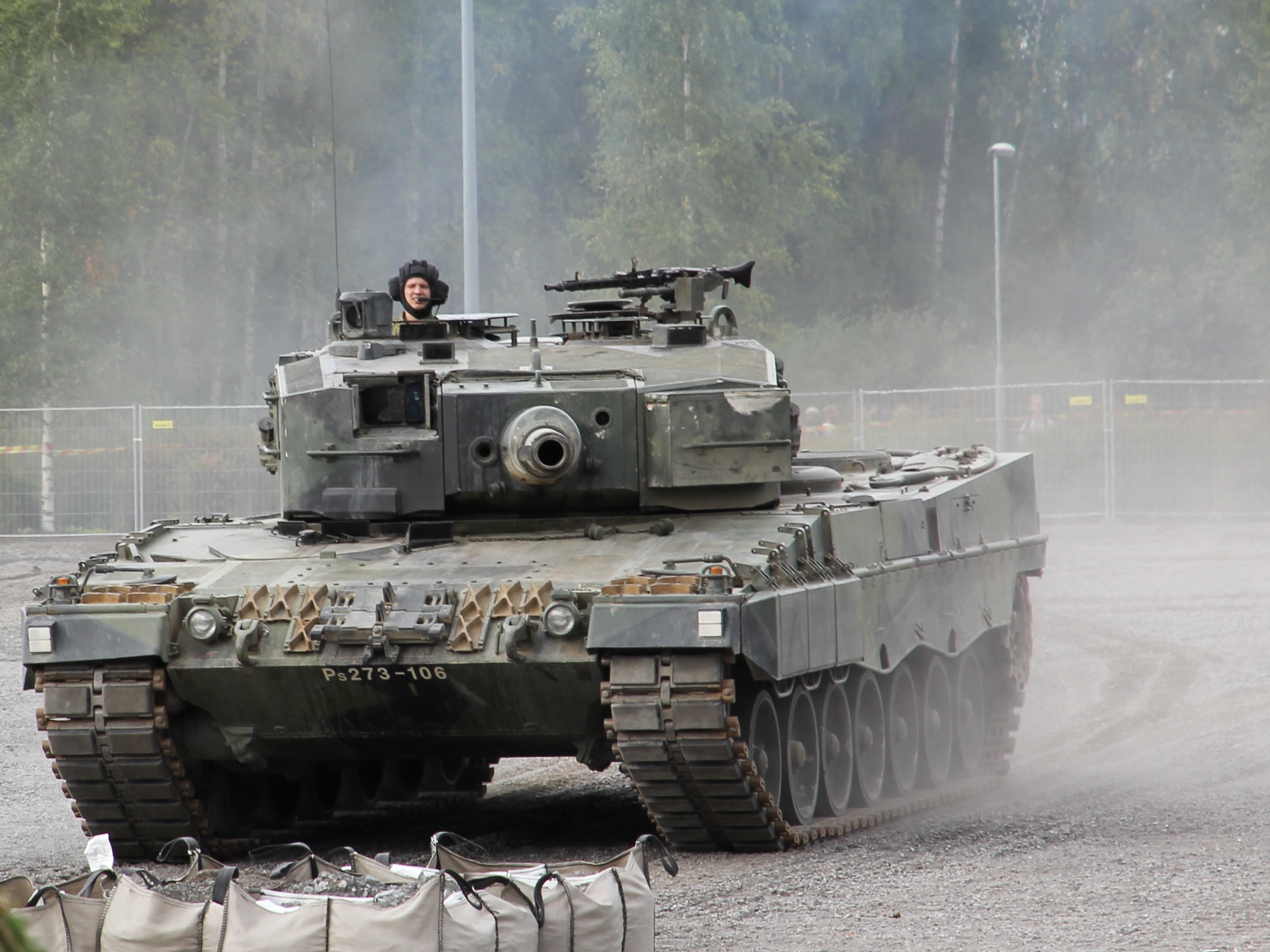
Um tanque Leopard 2A4, de fabricação alemã, a serviço do exército finlandês

As Forças de Defesa da Finlândia é constituída por soldados profissionais (oficiais e pessoal técnico), conscritos e uma força de reserva. O número de tropas ativas está em 34 700 soldados uniformizados, sendo 25% destes profissionais. O alistamento é obrigatório para homens, sob a qual todos os cidadãos finlandeses do sexo masculino acima de 18 anos de idade servem por 6 a 12 meses de serviço armado ou 12 meses de serviço civil (não armado). O serviço voluntário de manutenção da paz no exterior pós-recrutamento é popular e as tropas servem em todo o mundo em missões da ONU, da OTAN e da União Europeia. Aproximadamente 500 mulheres escolhem o serviço militar voluntário todos os anos, em média. Mulheres podem servir em todos os ramos, incluindo infantaria de linha de frente e forças especiais.
O exército finlandês consiste em uma força de campo altamente móvel, apoiado por unidades de defesa locais. O exército defende o território nacional e sua estratégia militar emprega o uso do terreno densamente arborizado e numerosos lagos para desgastar um agressor, em vez de tentar manter o exército atacante na fronteira.

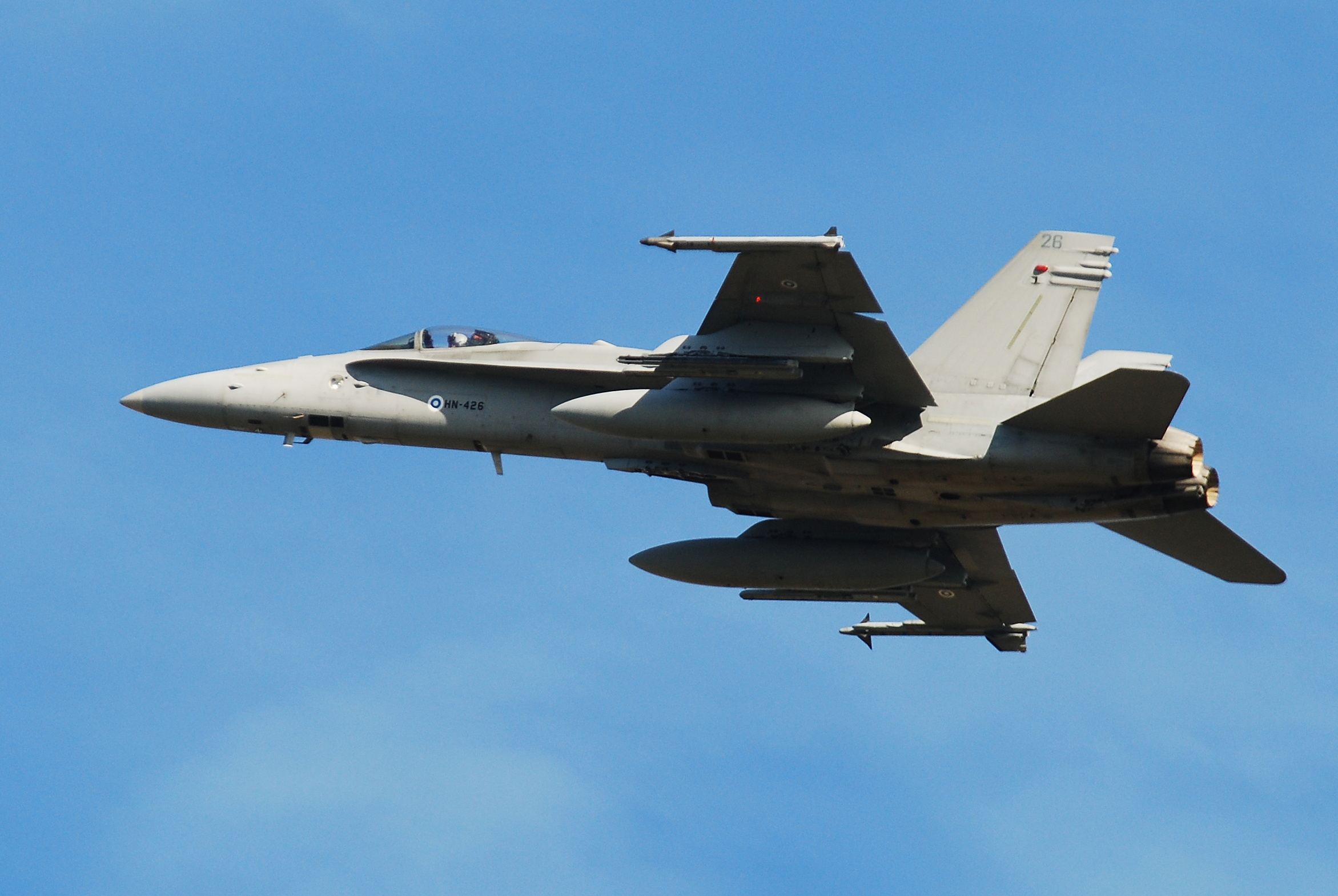
Um F/A-18 Hornet, de fabricação americana, a serviço da força aérea finlandesa

As despesas per capita de defesa da Finlândia é uma das mais altas da União Europeia. A doutrina militar finlandesa é baseada no conceito de defesa total. O termo total significa que todos os setores do governo e da economia estão envolvidos no planejamento da defesa. As forças armadas estão sob o comando do Chefe da Defesa, que está diretamente subordinado ao presidente em assuntos relacionados ao comando militar. Além dos três ramos padrão das forças armadas (exército, marinha e aeronáutica), a guarda fronteira está sob o Ministério do Interior, mas pode ser incorporado às Forças de Defesa quando necessário para a prontidão da defesa.
Por muito tempo, desde a Guerra Fria até o começo da década de 2020, a Finlândia tinha uma política de neutralidade em relações internacionais. Mesmo assim, o país cooperava com a Organização do Tratado do Atlântico Norte (OTAN), aderindo à Força de Resposta e a Parceria para a Paz da OTAN e aos Grupos de Combate da União Europeia, assinando também um memorando de entendimento com a OTAN, formando assim uma coalizão prática. Em 2015, os laços entre a Finlândia e a OTAN foram fortalecidos com um acordo de apoio à nação anfitriã, permitindo a assistência das tropas da OTAN em situações de emergência. O país oficialmente entrou na Organização do Tratado do Atlântico Norte em abril de 2023.

## Demografia
O desenvolvimento da população ainda é caracterizado por um êxodo rural contínuo, mas não uniformemente alto, especialmente entre os jovens, que se mudam para as cidades para estudos e trabalho, o que significa que as comunidades rurais da Finlândia Oriental e Central, em particular, sofrem com o declínio e o envelhecimento da população. Enquanto em 2005 cerca de 36% da população do país tinha menos de 30 anos, em Suomussalmi, no leste da Finlândia, esse número caía para 28%. A expectativa de vida no período de 2010 a 2015 foi de 80,7 anos (homens 77,6 anos e mulheres 83,4 anos).
A Finlândia conta atualmente com 5 350 156 habitantes. Possui uma densidade populacional média de 17 habitantes por quilômetro quadrado. Isto a torna, depois de a Noruega e da Islândia, o terceiro país mais escassamente povoado da Europa. A população da Finlândia tem sempre sido concentrada nas regiões do sul do país, um fenômeno ainda mais acentuado após a urbanização do século XX. As maiores e mais importantes cidades da Finlândia são as da Área Metropolitana de Helsinque — Helsinque, Espoo e Vantaa. Outras grandes cidades incluem Tampere, Turku e Oulu.
A participação dos cidadãos estrangeiros na população finlandesa é de 2,5%, entre os mais baixos da União Europeia. A maioria deles são provenientes da Rússia, Estónia e Suécia. Os filhos de estrangeiros não recebem automaticamente a cidadania finlandesa. Se eles são nascidos na Finlândia e não podem obter a cidadania de qualquer outro país, eles se tornam cidadãos.

### Religião

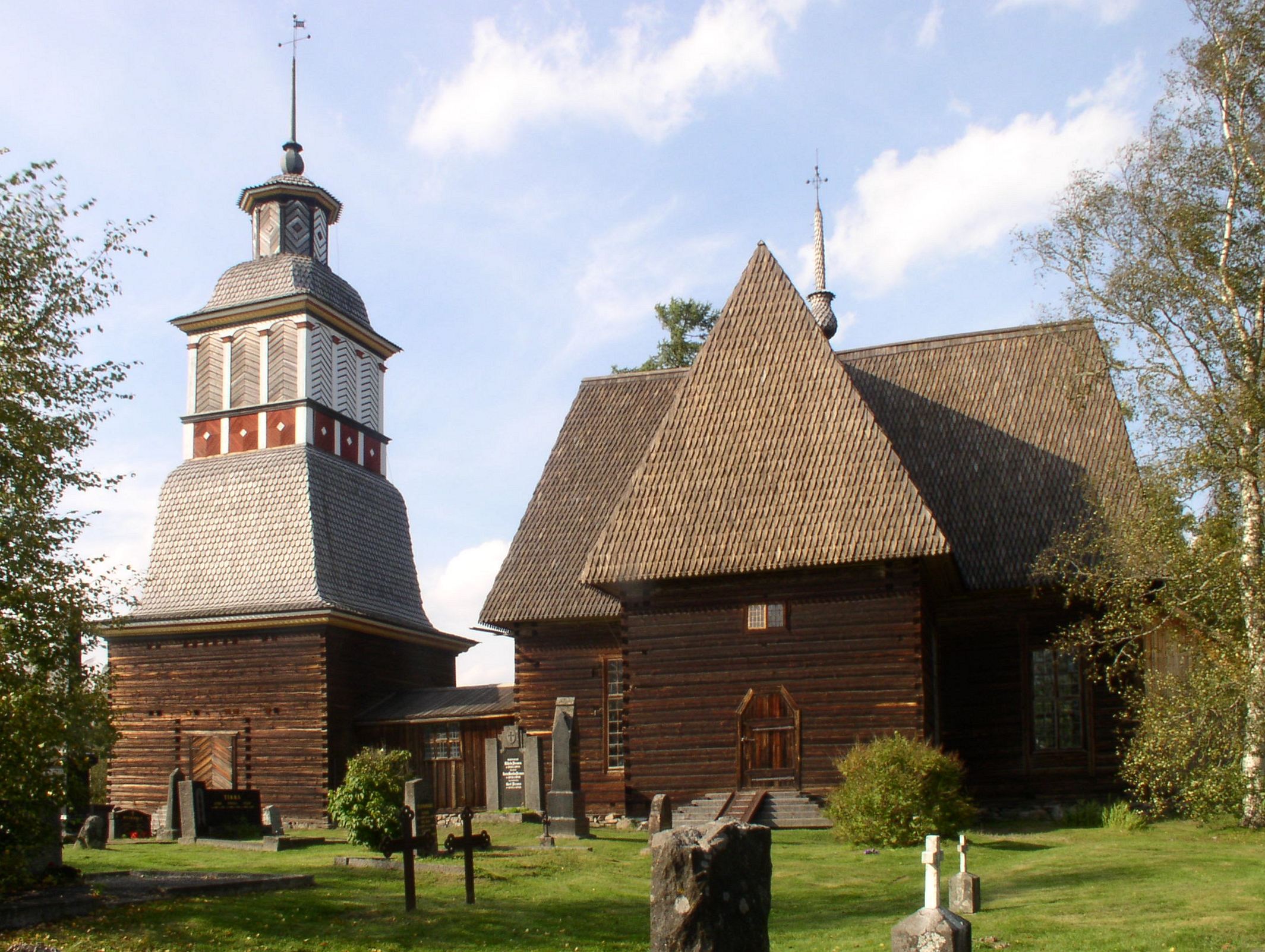
Igreja Antiga de Petäjävesi, um Patrimônio Mundial pela UNESCO

Com cerca de 4,1 milhões (ou 76,4% da população no final de 2012) de adeptos, a maioria dos finlandeses são membros da Igreja Evangélica Luterana da Finlândia. A Igreja Evangélica Luterana da Finlândia é uma das maiores igrejas luteranas no mundo, embora sua participação tenha entrado em declínio, especialmente durante as últimas duas décadas e ainda mais em 2006, depois que a adesão diminuiu quase um por cento ao ano. O número de membros saindo da Igreja Luterana da Finlândia tem vindo a aumentar rapidamente em 2010, com um número estimado entre 70 000 — 80 000, ou cerca de 2% em 2010; com base no número de 56 000 resignações nos primeiros 10 meses de 2010. O segundo maior grupo — e o que cresce mais rapidamente — é a população sem nenhuma afiliação religiosa, sendo 21,0% da população do país. Uma pequena minoria pertence à Igreja Ortodoxa Finlandesa (1,1%). Outras denominações protestantes e a Igreja Católica Romana na Finlândia são significativamente menores, assim como os muçulmanos, judeus e outras comunidades não cristãs (totalizando 1,4% dos habitantes).
A maioria das crianças finlandesas são batizadas (75,3% em 2012) e crismadas (83,0% em 2012) com 15 anos de idade, e quase todos os funerais são cristãos. No entanto, a maioria dos luteranos frequentam a igreja só para ocasiões especiais como cerimônias de Natal, casamentos e funerais. A Igreja Luterana estima que aproximadamente 2% de seus membros frequentam os serviços religiosos semanalmente. A média de visitas por ano à igreja é de aproximadamente duas. De acordo com uma sondagem do Eurobarómetro de 2010, 33% dos cidadãos finlandeses responderam que "acreditam que existe um Deus", 42% responderam que "acreditam que existe algum tipo de espírito ou força vital" e 22% que "não acreditam que haja algum tipo de espírito, Deus ou força vital" — fazendo da Finlândia um dos países com maior porcentagem de ateus no mundo.

## Subdivisões

Subdivisões da Finlândia

A Finlândia está dividida em 5 províncias continentais (finlandês: aluehallintovirasto; sueco: regionförvaltningsverk) e 1 província autónoma (sueco: regionförvaltningsmyndighet; finlandês: itsehallinnollinen maakunta). Por sua vez, as províncias estão subdivididas em 19 regiões (finlandês: maakunta, sueco: landskap), e estas, por sua vez, estão subdivididas em 71 sub-regiões (finlandês: seutukunta, sueco: ekonomisk region), as quais estão divididas em 313 municípios (finlandês: kunta; sueco: kommun).
| No. | Províncias           | Nomes em finlandês e sueco             | Capitais                | Maiores cidades | População (31 de dezembro de 2005) | Área (km²) | Densidade (hab./km²) | Províncias incorporadas em 1997                  |
| --- | -------------------- | -------------------------------------- | ----------------------- | --------------- | ---------------------------------- | ---------- | -------------------- | ------------------------------------------------ |
| 1.  | Finlândia Meridional | Etelä-Suomen lääni Södra Finlands län  | Hämeenlinna Tavastehus  | Helsinki        | 2 140 239                          | 34 378     | 62,26                | Uusimaa, Kymi, Häme (parte), Mikkeli (parte)     |
| 2.  | Finlândia Ocidental  | Länsi-Suomen lääni Västra Finlands län | Turcu Åbo               | Tampere         | 1 860 573                          | 80 975     | 22,98                | Vaasa, Turku-Pori, Central Finland, Häme (parte) |
| 3.  | Finlândia Oriental   | Itä-Suomen lääni, Östra Finlands län   | Mikkeli S:t Michel      | Kuopio          | 578 893                            | 60 720     | 9,53                 | Kuopio, North Karelia, Mikkeli (parte)           |
| 4.  | Oulu                 | Oulun lääni Uleåborgs län              | Oulu Uleåborg           | Oulu            | 463 309                            | 61 572     | 7,52                 | sem alterações                                   |
| 5.  | Lapónia              | Lapin lääni Lapplands län              | Rovaniemi               | Rovaniemi       | 185 800                            | 98 946     | 1,88                 | sem alterações                                   |
| 6.  | Alândia              | Ahvenanmaan lääni Ålands län           | Mariehamn Maarianhamina | Mariehamn       | 26 766                             | 1 552      | 17,25                | sem alterações                                   |
|     | Totais               |                                        |                         |                 | 5 255 580                          | 338 143    | 15,54                |                                                  |

As ilhas Alândia ganharam um governo autónomo em 1920 reafirmado em 1991, cuja autoridade é reconhecida pela União Europeia.

## Economia

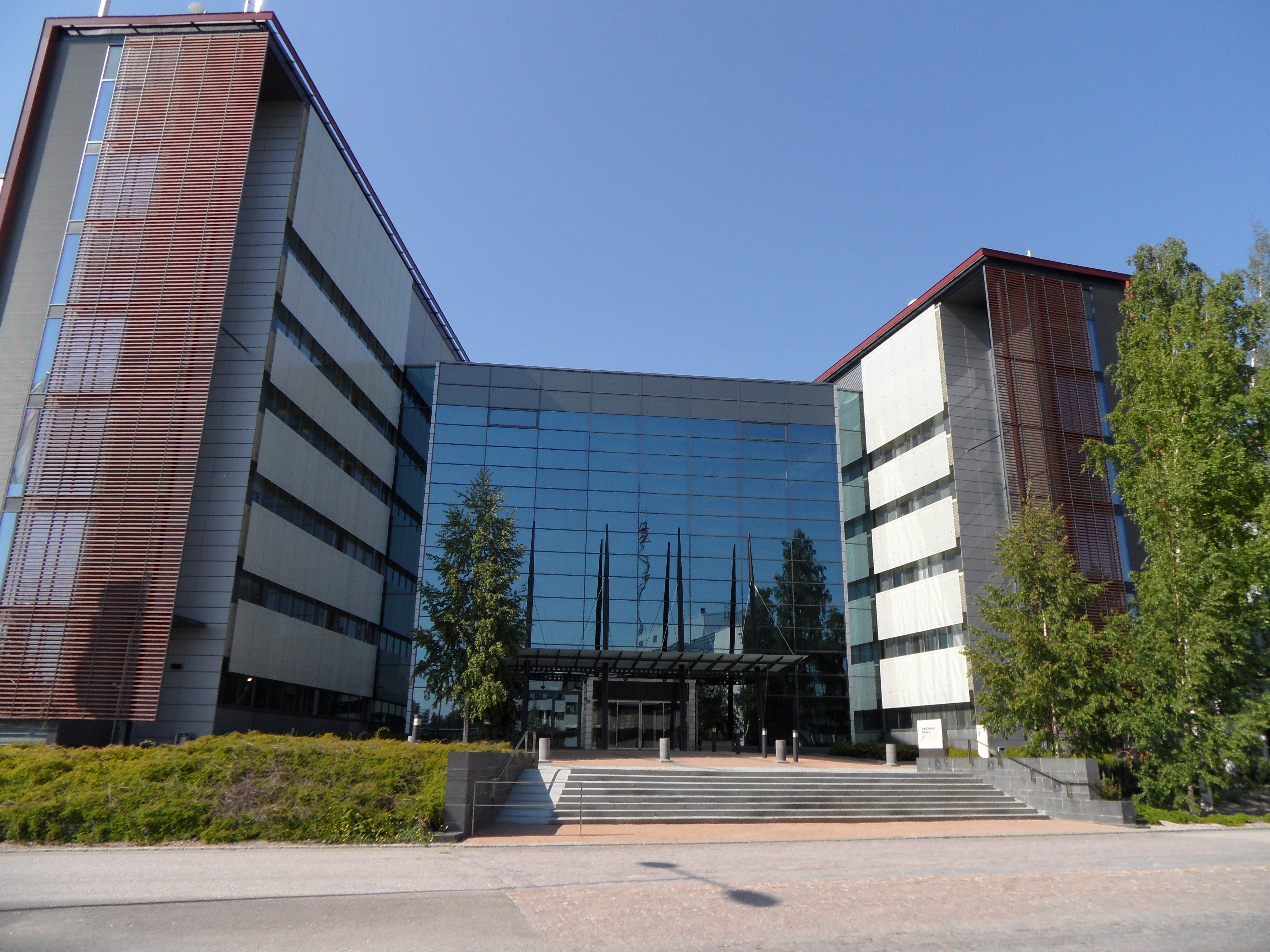
Sede da Nokia em Espoo

Principais produtos de exportação da Finlândia em 2019

A Finlândia tem uma economia mista altamente industrializada, com um PIB per capita igual ao de outras economias europeias, como França, Alemanha, Bélgica e Reino Unido. O maior setor da economia é o de serviços com 65,7%, seguido pela fabricação e refino com 31,4%. A produção primária é de 2,9%. Com relação ao comércio exterior, o setor chave da economia é a produção. As maiores indústrias [69] são eletrônicos (21,6%), máquinas, veículos e outros produtos de metal engenharia (21,1%), indústria florestal (13,1%) e produtos químicos (10,9%).
A Finlândia tem recursos madeireiros e minerais diversos e de água doce. Silvicultura, fábricas de papel e o setor agrícola (em que os contribuintes gastam cerca de 3 bilhões de euros por ano) são politicamente sensíveis aos moradores rurais. A Área Metropolitana de Helsinque, gera cerca de um terço do PIB. Em uma comparação com outros membros da OCDE em 2004, a produção de alta tecnologia na Finlândia foi a segunda maior depois da Irlanda. As perspectivas gerais a curto prazo são boas e o crescimento do PIB tem sido superior ao de muitos membros da UE.
A Finlândia é altamente integrada na economia global e o comércio internacional responde por um terço do PIB. A União Europeia faz 60% do comércio total.[carece de fontes?] Os maiores fluxos comerciais são com a Alemanha, Rússia, Suécia, Reino Unido, Estados Unidos, Países Baixos e China. A política comercial é gerida pela União Europeia, em que a Finlândia tem sido, tradicionalmente, um dos defensores do livre comércio, com exceção para a agricultura. A Finlândia é o único país nórdico que aderiu à Zona Euro.

## Infraestrutura

### Educação e ciência
A maior parte do ensino pré-universitário é organizado a nível municipal. Mesmo que muitas, ou a maioria, das escolas tenham sido iniciadas como escolas particulares, hoje apenas cerca de 3% dos estudantes estão matriculados em escolas privadas (escolas principalmente com sede em Helsinque), índice este menor que o verificado na Suécia e na maioria dos outros países desenvolvidos. A pré-educação escolar é rara em comparação com outros países da União Europeia. A educação formal é geralmente iniciada na idade de 7 anos. A escola primária tem normalmente 6 anos de duração, o ensino secundário menos de 3 anos, e a maioria das escolas são geridas por funcionários municipais.

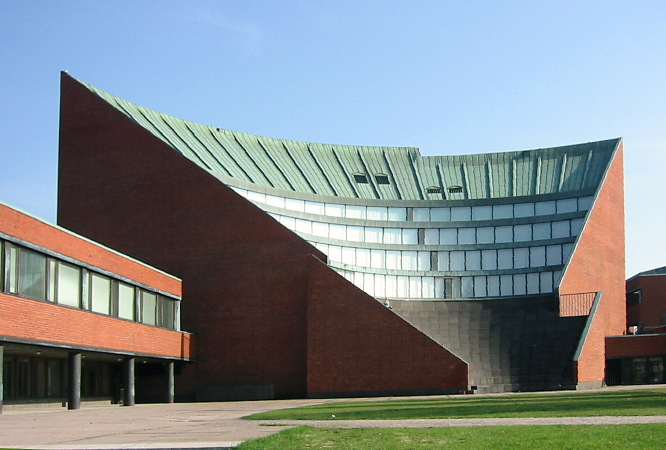
Auditório no edifício principal da Universidade Aalto localizado em Espoo, projetado por Alvar Aalto

O currículo flexível é definido pelo Ministério da Educação e Cultura — órgão responsável pela administração e coordenação da educação em nível nacional — e pelo Conselho de Educação. A participação é obrigatória para pessoas as idades de 7 e 16 anos. Depois do ensino secundário inferior, o aluno poderá optar por trabalhar ou ir para escolas de comércio ou ginásios (ensino médio). Escolas de comércio preparam os alunos para as profissões. Ginásios academicamente orientados têm requisitos de ingresso e, especificamente, preparam os estudantes para o Abitur (tipo de vestibular) e para o ensino superior. A expectativa de vida escolar, do ensino primário ao ensino superior, é de 20 anos de estudos, média semelhante aos outros países do Norte da Europa. O governo destina 6,4% de seu Produto interno bruto (PIB) para despesas e investimentos na educação pública, sendo esta a 6ª melhor classificação entre os países europeus.
No ensino superior, principalmente dois setores separados e não interoperados são encontrados: os politécnicos profissionalizantes e as universidades de pesquisa orientada. Existem 20 universidades e 30 institutos politécnicos no país. A Universidade de Helsinque é a 108.ª no Top Universidade Ranking de 2009. Na década de 2010, o Fórum Econômico Mundial classificou o ensino superior da Finlândia como o melhor do mundo. Em 2003, cerca de 33% dos finlandeses possuíam um diploma de ensino superior, taxa semelhante a de outros países nórdicos e bem acima da maioria dos outros países da OCDE, exceto o Canadá (44%), Estados Unidos (38%) e Japão (37%). No geral, as mulheres finlandesas possuem um elevado nível de educação, sendo que 75% delas possuem, ao menos, o equivalente ao ensino médio (2003). A proporção de estudantes estrangeiros é de 3% do total de matrículas no ensino superior, um dos índices mais baixos da OCDE, enquanto que em programas avançados é de 7,3%, ainda abaixo da média da OCDE que é de 16,5%.
Mais de 30% dos licenciados são em áreas relacionadas com a ciência. Os pesquisadores finlandeses estão levando contribuições para áreas como melhoramento florestal, novos materiais, meio ambiente, redes neurais, a física de baixa temperatura, a pesquisa do cérebro, biotecnologia, engenharia genética e das comunicações. A pesquisa científica do país é altamente produtiva. Em 2005, a Finlândia teve o quarto maior número de publicações científicas per capita dos países da OCDE. Em 2007, 1 801 patentes foram depositados na Finlândia.
A Finlândia tinha uma longa tradição de educação de adultos e na década de 1980 quase um milhão de finlandeses estavam recebendo algum tipo de instrução por ano. 40% deles o fizeram por razões profissionais. A educação de adultos apareceu em uma série de formas, tais como escolas secundárias à noite, cívica e institutos de trabalhadores, centros de estudo, centros de curso profissionalizante e escolas secundárias. Os centros de estudo permitiram grupos para acompanhar os planos de estudo de sua própria autoria, com apoio educacional e financeiro prestado pelo Estado. As escolas secundárias populares são uma instituição marcadamente nórdica. Originárias da Dinamarca, no século XIX, as escolas superiores populares tornaram-se comuns em toda a região. Adultos de todas as idades poderiam ficar com eles por várias semanas e ter aulas de assuntos que variaram de artesanato à economia.

### Transporte

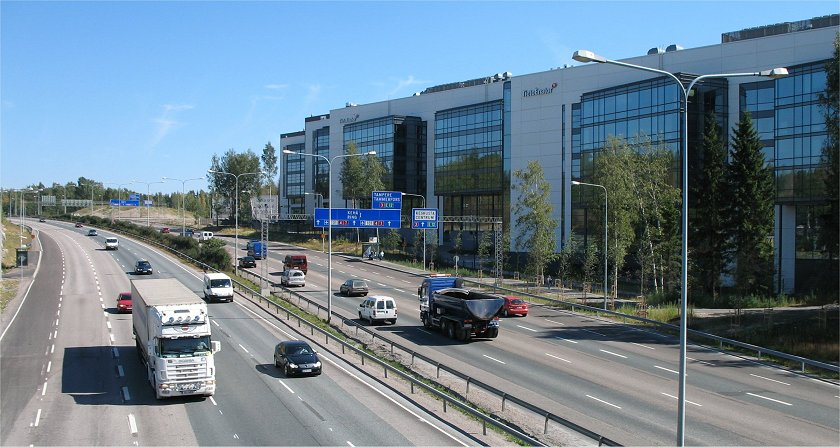
Uma rodovia em Helsinque

O amplo sistema de estradas é utilizado principalmente para o transporte de cargas internas e tráfego de passageiros. A despesa anual da rede rodoviária, de cerca de 1 bilhão euros, é paga com impostos para veículos e combustíveis que ascendem em torno de 1,5 milhões de euros e 1 bilhão de euros.

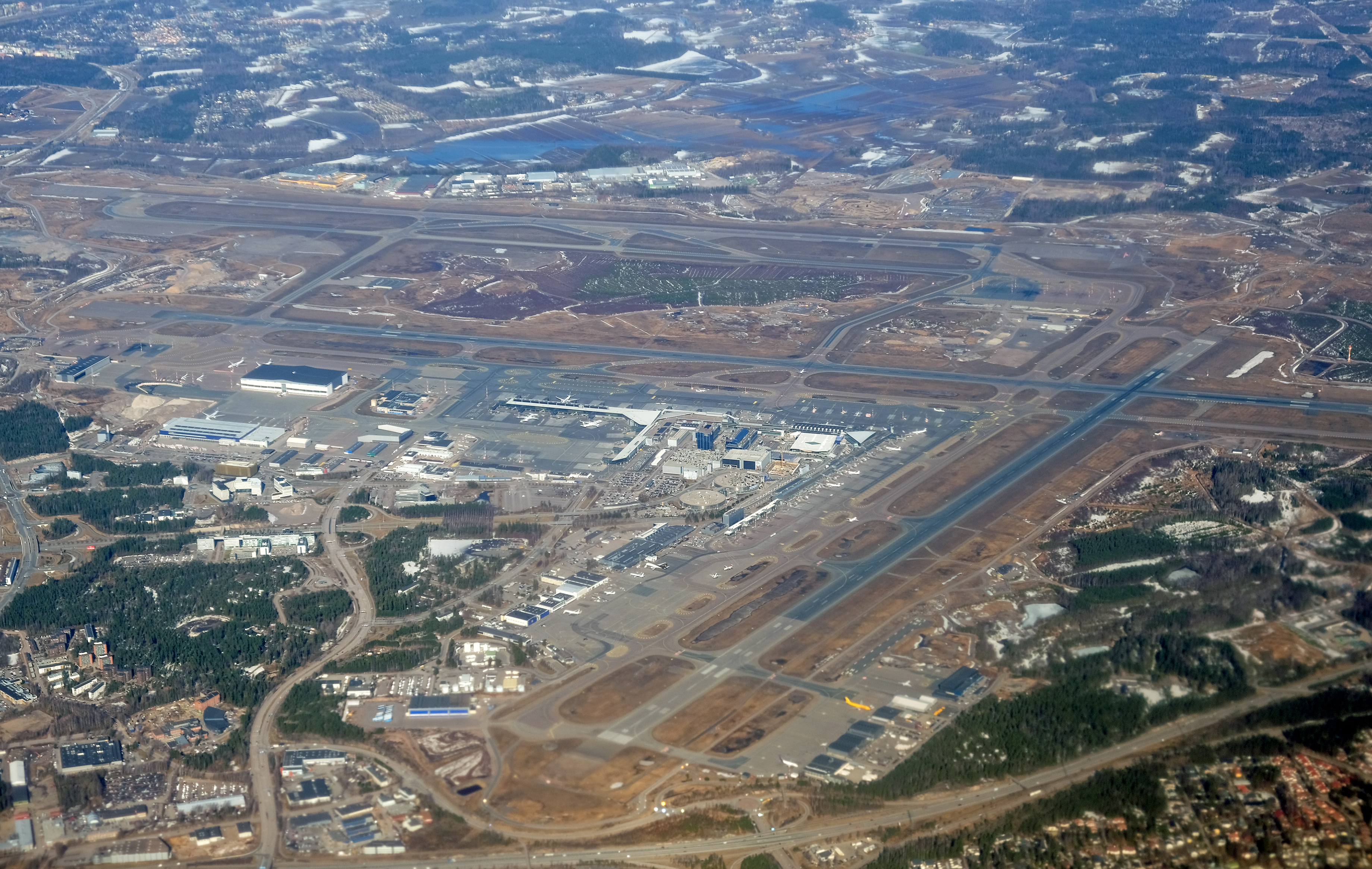
O Aeroporto de Helsínquia-Vantaa é o maior e mais movimentado aeroporto da Área Metropolitana de Helsinque e de toda a Finlândia

A principal porta de entrada de passageiros internacionais é o Aeroporto de Helsínquia-Vantaa, com mais de 13 milhões de passageiros em 2008. O Aeroporto de Oulu é o segundo maior e cerca de 25 outros aeroportos tem serviços regulares de passageiros. As empresas sediadas em Helsinque-Vantaa Finnair, Blue1 e Finncomm Airlines vendem serviços aéreos, tanto nacional como internacionalmente. Helsinque tem uma localização ideal para o transporte marítimo de longo curso entre a Europa Ocidental e o Extremo Oriente. Apesar da baixa densidade populacional, o governo gasta anualmente cerca de 350 milhões de euros[carece de fontes?] para manter os 5 865 km de até para muitas cidades rurais. Apenas uma empresa ferroviária opera na Finlândia, o Grupo VR, que tem uma quota de mercado de 5% de passageiros (dos quais 80% são viagens urbanas na Grande Helsinque) e uma quota de 25% do mercado de cargas. Helsinque também tem uma rede ferroviária urbana.
A maioria das cargas internacionais chega por via marítima através dos portos nacionais. A tabela logística portuária é competitiva. O Porto Vuosaari em Helsinque, é o maior porto de contêineres após sua conclusão em 2008. Outros portos incluem os de Hamina, Hanko, Pori, Rauma e Oulu. Não há tráfego de passageiros a partir de Helsinque e Turcu, que têm ligações de barco para Taline, Mariehamn e Estocolmo. A rota entre Helsinque e Taline, é uma das mais movimentadas rotas marítimas de passageiros do mundo.[carece de fontes?]

## Cultura

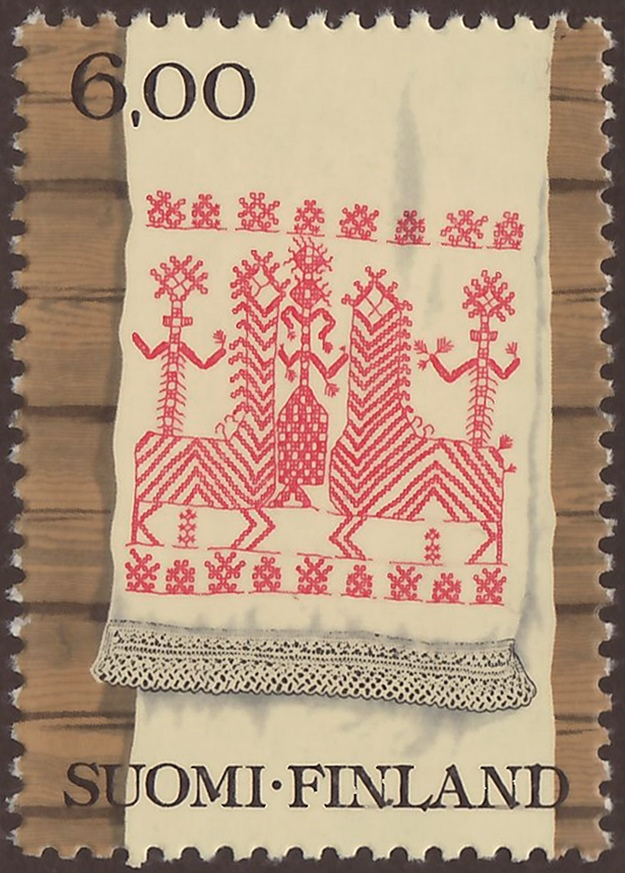
Selo finlandês emitido em 1980 da edição de cultura popular, no qual apresenta o tema "arte de tecer"; com o desenho de uma toalha pequena com um bordado típico da Carélia (chamado "Käspaikka")

### Música
A música tradicional da Finlândia tem influências nitidamente escandinavas. Uma particularidade Finlandesa é o facto de o gênero Metal Sinfônico ser muito popular entre os jovens. A cantora finlandesa Tarja Turunen ficou mundialmente conhecida pelo estilo. O piano é um instrumento popular neste país. Na Finlândia, estilos como o techno e o trance fazem bastante sucesso entre os jovens.
O compositor erudito finlandês mais conhecido mundialmente é Jean Sibelius.

### Esporte

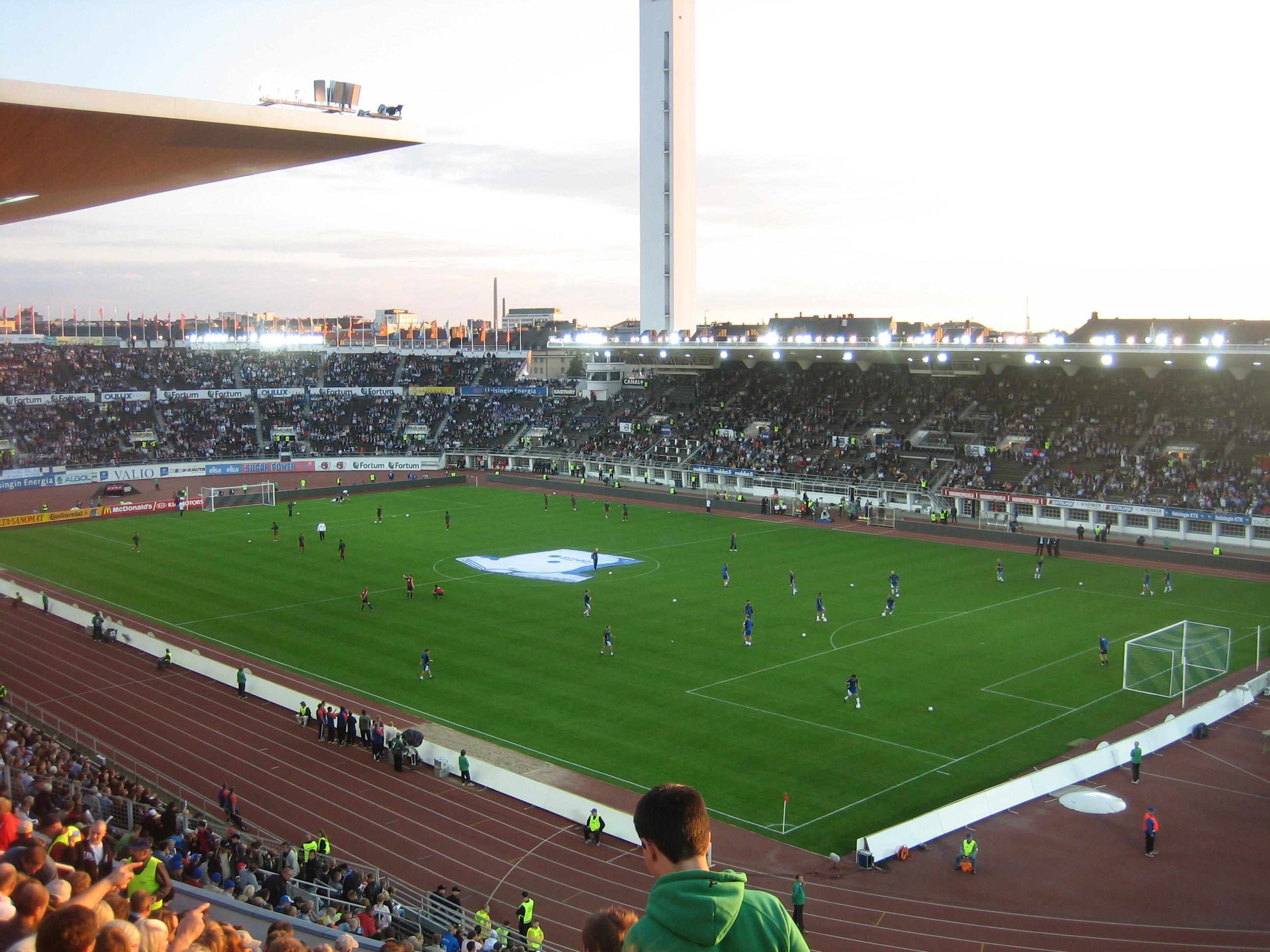
Estádio Olímpico de Helsínquia

A Finlândia tem na actualidade vários nomes conhecidos do desporto internacional, onde se destacam o multi-campeão olímpico Paavo Nurmi, o maior dos Finlandeses Voadores; o nadador Jani Sievinen; o futebolista Jari Litmanen; nos desportos motorizados, os pilotos de Fórmula 1 Keke Rosberg, Mika Hakkinen, Kimi Räikkönen, Heikki Kovalainen e Valtteri Bottas; e o bicampeão mundial de Snowboard Peetu Piiroinen, medalha de prata nos Jogos Olímpicos de Inverno em 2010.[carece de fontes?]
A Finlândia é um país tradicionalmente forte no lançamento do dardo, sendo titular de 14 das 39 medalhas de ouro já disputadas nas olimpíadas. O esporte mais popular do país é o hóquei no gelo. A seleção nacional tem uma medalha de ouro no campeonato mundial, além de diversas medalhas de prata e bronze.[carece de fontes?]
O Pesäpallo (também conhecido como "basebol Finlandês") é habitualmente mencionado como o desporto nacional da Finlândia.

### Feriados
| Data           | Nome em português           | Nome local           | Observações |
| -------------- | --------------------------- | -------------------- | ----------- |
| 1 de janeiro   | Ano novo                    | Uudenvuodenpäivä     |             |
| 6 de janeiro   | Epifania                    | Loppiainen           |             |
| Variável       | Sexta-Feira Santa           | Pitkäperjantai       |             |
| Variável       | Segunda-Feira de Páscoa     | Toinen pääsiäispäivä |             |
| 1 de maio      | Dia do Trabalhador          | Vappu                |             |
| 23 de junho    | Noite do solstício de verão | Juhannusaatto        |             |
| 10 de outubro  | Dia de Aleksis Kivi         | Aleksis Kiven päivä  |             |
| 6 de dezembro  | Dia da Independência        | Itsenäisyyspäivä     | Desde 1917  |
| 25 de dezembro | Natal                       | Joulupäivä           |             |
| 26 de dezembro | Dia de Santo Estêvão        | Tapaninpäivä         |             |